# Chinese Democracy Tour
Chinese Democracy Tour – trzecia trasa koncertowa Guns N’ Roses, która trwała od 1 stycznia 2001 roku do 31 grudnia 2011 roku; obejmowała 239 koncertów. Trasa rozpoczęła się podczas nagrywania albumu Chinese Democracy; album ukazał się podczas trasy.
W 2001 roku trasa obejmowała 3 koncerty w Stanach Zjednoczonych i 1 w Brazylii; 17 koncertów zaplanowanych w Europie zostało odwołanych.
W 2002 roku trasa obejmowała 3 koncerty w Azji, 3 w Europie i 17 w Stanach Zjednoczonych; 16 koncertów zaplanowanych w Stanach Zjednoczonych zostało odwołanych.
W 2003 roku dwa zaplanowane koncerty w Stanach Zjednoczonych zostały odwołane.
W 2004 roku z powodu odejścia gitarzysty zespołu Bucketheada, jedyny zaplanowany na ten rok koncert w Portugalii został odwołany.
W 2006 roku trasa obejmowała 38 koncertów w Stanach Zjednoczonych (7 koncertów w Stanach Zjednoczonych zostało odwołanych) i 34 w Europie (2 koncerty w Europie zostały odwołane).
W 2007 roku trasa obejmowała 1 koncert w Stanach Zjednoczonych, 3 w Meksyku, 8 w Australii, 5 w Japonii i 1 w Brazylii. Koncerty w Afryce Południowej zostały odwołane.
W 2009 roku trasa obejmowała 4 koncerty w Azji.
W 2010 roku trasa obejmowała 17 koncertów w Stanach Zjednoczonych, 12 w Ameryce Południowej, 3 w Ameryce Środkowej, 35 w Europie, 4 w Australii i 1 w Zjednoczonych Emiratach Arabskich. 4 koncerty w Ameryce Południowej zostały odwołane.
W 2011 roku trasa obejmowała 10 koncertów w Ameryce Południowej (1 koncert w Boliwii został odwołany) i 30 w Ameryce Północnej: 28 w Stanach Zjednoczonych (2 koncerty zostały odwołane) i 2 w Kanadzie. Koncerty w 2011 nie stanowiły oficjalnej części trasy.

## Program koncertów według albumów
Appetite For Destruction: Welcome to the Jungle (235 koncertów), It’s So Easy (232 koncerty), Nightrain (229 koncertów), Out Ta Get Me (136 koncertów), Mr. Brownstone (234 koncerty), Paradise City (233 koncerty), My Michelle (110 koncertów), Think About You (49 koncertów), Sweet Child O’Mine (235 koncertów), You’re Crazy (2 koncerty), Rocket Queen (162 koncerty).
G N'R Lies: Nice Boys (13 koncertów), Patience (185 koncertów), Used To Love Her (37 koncertów), You’re Crazy (5 koncertów).
Use Your Illusion I: Live And Let Die (229 koncertów), Don’t Cry (68 koncertów), November Rain (230 koncertów).
Use Your Illusion II: Knockin’ on Heaven’s Door (235 koncertów), Estranged (39 koncertów), You Could Be Mine (231 koncertów).
The Spaghetti Incident?: Down On The Farm (10 koncertów).
Chinese Democracy: Chinese Democracy (181 koncertów), Schlacker's Revenge (63 koncerty), Better (187 koncertów), Street of Dreams (231 koncertów), If The World (27 koncertów), There Was A Time (6 koncertów), Catcher In The Rye (8 koncertów), Scraped (12 koncertów), Riad N'The Bedouins (6 koncertów), Sorry (111 koncertów), I.R.S. (96 koncertów), Madagascar (186 koncertów), This I Love (98 koncertów), Prostitute (2 koncerty).
Inne utwory: Oh My God (5 koncertów) (soundtrack z filmu End of Days), Silkworms (4 koncerty).
Covery innych wykonawców:
- Angie (cover The Rolling Stones; wersja instrumentalna)
- Another Brick in the Wall (cover Pink Floyd)
- Baba O’Riley (cover The Who; wersja instrumentalna)
- Back In Black (cover AC/DC; wersja instrumentalna)
- Back in the U.S.S.R. (cover The Beatles)
- Beautiful (cover Christiny Aguilery; wersja instrumentalna)
- Big Sur Moon (cover Bucketheada; wersja instrumentalna)
- Black Betty (cover Iron Head)
- Chip Away the Stone (cover Aerosmith)
- Closer to the Heart (cover Rush)
- Don't Call Me Nigger, Whitey (cover Sly and the Family Stone; wersja instrumentalna)
- Don't Dream It’s Over (cover Crowded House; wersja instrumentalna)
- Don't You Ever Leave Me (cover Hanoi Rocks; wersja instrumentalna)
- Endless Rain (cover X Japan)
- Eruption (cover Eddiego Van Halena)
- Finlandia (cover Jeana Sibeliusa; wersja instrumentalna)
- Goodbye Yellow Brick Road (cover Eltona Johna; wersja instrumentalna)
- Gran Thorino Theme (cover Clinta Eastwooda; wersja instrumentalna)
- Have Yourself A Merry Little Christmas (cover Judy Garland)
- I Got You (I Feel Good) (cover Jamesa Browna)
- I Want You Back (cover The Jackson Five; wersja instrumentalna)
- In the Hall of the Mountain King (cover Edvarda Griega; wersja instrumentalna)
- James Bond Theme (cover Richarda Fortusa; wersja instrumentalna)
- Light My Fire (cover The Doors)
- Like A Hurricane (cover Neila Younga; wersja instrumentalna)
- Little Wing (cover Jimiego Hendriksa; wersja instrumentalna)
- Liquor & Whores (cover Mike’a Smitha)
- Mean Street (cover Eddiego Van Halena; wersja instrumentalna)
- Mi Amor (cover DJ Ashby; wersja instrumentalna)
- Motivation (cover Tommy’ego Stinsona)
- My Generation (cover The Who)
- Never Tear Us Apart (cover INXS; wersja instrumentalna)
- People Get Ready (cover The Impressions; wersja instrumentalna)
- Purple Haze (cover Jimiego Hendriksa)
- Redemption Song (cover Boba Marleya)
- Rhinestone Cowboy (cover Glena Campbella)
- Riff Raff (cover AC/DC
- Rockaria! (cover Electric Light Orchestra)
- Roland The Headless Thompson Gurner (cover Warrena Zevona)
- Run To The Hills (cover Iron Maiden) (fragment)
- Sailing (cover Roda Stewarta)
- Silver, Blue And Gold (cover Bad Company)
- Someone Saved My Life Tonight (cover Eltona Johna)
- Sonic Reducer (cover The Dead Boys)
- SOS (cover ABBY; wersja instrumentalna)
- Sossego (cover Tima Maii)
- Silver, Blue And Gold (cover Bad Company; wersja instrumentalna)
- Someone Saved My Life Tonight (cover Eltona Johna; wersja instrumentalna)
- Star Wars Theme (instrumentalna wersja Bucketheada)
- Sunday Bloody Sunday (cover U2; wersja instrumentalna)
- Sway (cover The Rolling Stones)
- Take Me Home, Country Roads (cover Johna Denvera)
- Take On Me (cover A-ha; wersja instrumentalna)
- The Ballad of the Death (cover DJ Ashby; wersja instrumentalna)
- The Pink Panther Theme (cover Henry’ego Manciniego; wersja instrumentalna)
- Waiting on a Friends (cover The Rolling Stones)
- Walk on the Wild Side (cover Lou Reeda)
- We Want The Funk (cover George’a Clintona)
- When Johnny Comes Marching Home (instrumentalna wersja Bucketheada)
- Whole Lotta Rosie (cover AC/DC; strona B singla „Welcome To The Jungle)
- Yo Ho (Pirates of Life) (instrumentalna wersja Bucketheada)
- You Gotta Move (cover The Rolling Stones; wersja instrumentalna)
- You’re A Mean One, Mr. Ginch (cover Thurla Ravenscrofta)
- Ziggy Stardust (cover Davida Bowiego; wersja instrumentalna)

## Koncerty w 2001
Koncerty zagrane zgodnie z planem:
1. 1 stycznia 2001 – Las Vegas, Stany Zjednoczone – House of Blues
2. 14 stycznia 2001 – Rio de Janeiro, Brazylia – Rock in Rio 3

Koncerty odwołane i przeniesione:
1. 1 czerwca 2001 – Nürburg, Niemcy – Rock Am Ring (odwołany)
2. 3 czerwca 2001 – Norymberga, Niemcy – Rock im Park (odwołany)
3. 5 czerwca 2001 – Berlin, Niemcy – Stadion Olimpijski (odwołany)
4. 9 czerwca 2001 – Londyn, Wielka Brytania – London Arena (przeniesiony)
5. 10 czerwca 2001 – Londyn, Wielka Brytania – London Arena (przeniesiony)
6. 12 czerwca 2001 – Glasgow, Wielka Brytania – SECC (przeniesiony)
7. 14 czerwca 2001 – Birmingham, Wielka Brytania – NEC (przeniesiony)
8. 17 czerwca 2001 – Imola, Włochy – Heineken Festival (odwołany)
9. 19 czerwca 2001 – Madryt, Hiszpania – Las Ventas (odwołany)
10. 20 czerwca 2001 – Barcelona, Hiszpania – Palau Sant Jordi (odwołany)
11. 23 czerwca 2001 – Arnhem, Holandia – Gelredome (przeniesiony)
12. 25 czerwca 2001 – Sztokholm, Szwecja – Globen (przeniesiony)
13. 26 czerwca 2001 – Oslo, Norwegia – Spektrum (przeniesiony)
14. 28 czerwca 2001 – Roskilde, Dania – Roskilde Festival (odwołany)
15. 30 czerwca 2001 – Werchter, Belgia – Rock Werchter (odwołany)
16. 2 grudnia 2001 – Arnhem, Holandia – Gelredome (odwołany)
17. 5 grudnia 2001 – Oslo, Norwegia – Spektrum (odwołany)
18. 7 grudnia 2001 – Sztokholm, Szwecja – Globen (odwołany)
19. 9 grudnia 2001 – Helsinki, Finlandia – Hartwall Arena (odwołany)
20. 13 grudnia 2001 – Londyn, Wielka Brytania – London Arena (odwołany)
21. 14 grudnia 2001 – Londyn, Wielka Brytania – London Arena (odwołany)
22. 16 grudnia 2001 – Glasgow, Wielka Brytania – SECC (odwołany)
23. 18 grudnia 2001 – Manchester, Wielka Brytania – MEN Arena (odwołany)
24. 19 grudnia 2001 – Birmingham, Wielka Brytania – NEC (odwołany)

Koncerty zagrane zgodnie z planem:
1. 29 grudnia 2001 – Las Vegas, Stany Zjednoczone – The Joint
2. 31 grudnia 2001 – Las Vegas, Stany Zjednoczone – The Joint

Muzycy:
- Axl Rose – wokal prowadzący, fortepian
- Buckethead – gitara prowadząca
- Robin Finck – gitara prowadząca, chórki
- Paul Tobias – gitara rytmiczna, chórki
- Tommy Stinson – gitara basowa, chórki
- Bryan Mantia – bębny, perkusja
- Dizzy Reed – keyboard, perkusja
- Chris Pitman – keyboard, programowanie, chórki

## Koncerty w 2002
Azja:
1. 14 sierpnia 2002 – Hongkong – Exhibiton Centre
2. 17 sierpnia 2002 – Chiba, Japonia – Chiba Marine Stadium (festiwal)
3. 18 sierpnia 2002 – Osaka, Japonia – WTC Open Air Stadium (festiwal)

Europa:
1. 23 sierpnia 2002 – Leeds, Wielka Brytania – Temple Newsam Park
2. 24 sierpnia 2002 – Hasselt, Belgia – Pukkelpop (festiwal)
3. 26 sierpnia 2002 – Londyn, Wielka Brytania – London Arena (wyprzedany)

Występ na MTV Music Video Awards:
1. 29 sierpnia 2002 – Nowy Jork, Stany Zjednoczone – Radio City Music Hall

Ameryka Północna:
1. 7 listopada 2002 – Vancouver, Kanada – GM Place (odwołany)
2. 8 listopada 2002 – Tacoma, Stany Zjednoczone – Tacoma Dome
3. 11 listopada 2002 – Nampa, Stany Zjednoczone – Idaho Center
4. 14 listopada 2002 – Minneapolis, Stany Zjednoczone – Target Center
5. 15 listopada 2002 – Fargo, Stany Zjednoczone – Fargodome
6. 17 listopada 2002 – Moline, Stany Zjednoczone – The MARK
7. 18 listopada 2002 – Rosemont, Stany Zjednoczone – Allstate Arena (wyprzedany)
8. 21 listopada 2002 – Auburn Hills, Stany Zjednoczone – The Palace of Auburn Hills (skończony wcześniej)
9. 22 listopada 2002 – Pittsburgh, Stany Zjednoczone – Mellon Arena
10. 24 listopada 2002 – Cleveland, Stany Zjednoczone – Gund Arena
11. 25 listopada 2002 – Columbus, Stany Zjednoczone – Nationwide Arena
12. 27 listopada 2002 – Albany, Stany Zjednoczone – Pepsi Arena
13. 29 listopada 2002 – Toronto, Kanada – Air Canada Centre (wyprzedany)
14. 30 listopada 2002 – London, Kanada – John Labatt Centre
15. 2 grudnia 2002 – Boston, Stany Zjednoczone – Fleet Center (wyprzedany)
16. 3 grudnia 2002 – Hartford, Stany Zjednoczone – Hartford Civic Center
17. 5 grudnia 2002 – Nowy Jork, Stany Zjednoczone – Madison Square Garden

Odwołane koncerty w Ameryce Północnej:
1. 8 grudnia 2002 – Filadelfia, Stany Zjednoczone – First Union Spectrum (odwołany)
2. 9 grudnia 2002 – Waszyngton, Stany Zjednoczone – MCI Center (odwołany)
3. 11 grudnia 2002 – Filadelfia, Stany Zjednoczone – Bi-Lo Center (odwołany)
4. 13 grudnia 2002 – Tampa, Stany Zjednoczone – Ice Palace (odwołany)
5. 14 grudnia 2002 – West Palm Beach, Stany Zjednoczone – Cruzan Amphitheatre (odwołany)
6. 16 grudnia 2002 – Biloxi, Stany Zjednoczone – Mississippi Coliseum (odwołany)
7. 17 grudnia 2002 – Houston, Stany Zjednoczone – Compaq Center (odwołany)
8. 19 grudnia 2002 – Dallas, Stany Zjednoczone – American Airlines Center (odwołany)
9. 21 grudnia 2002 – Albuquerque, Stany Zjednoczone – Tingley Coliseum (odwołany)
10. 22 grudnia 2002 – Phoenix, Stany Zjednoczone – America West Arena (odwołany)
11. 27 grudnia 2002 – San Diego, Stany Zjednoczone – San Diego Sports Arena (odwołany)
12. 28 grudnia 2002 – Las Vegas, Stany Zjednoczone – Mandalay Bay Resort (odwołany)
13. 30 grudnia 2002 – Sacramento, Stany Zjednoczone – Arco Arena (odwołany)
14. 31 grudnia 2002 – San Jose, Stany Zjednoczone – Compaq Center (odwołany)

Muzycy:
- Axl Rose – wokal prowadzący, fortepian
- Dizzy Reed – keyboard, instrumenty perkusyjne
- Robin Finck – gitara prowadząca, chórki
- Tommy Stinson – gitara basowa, chórki
- Chris Pitman – keyboard, programowanie, chórki
- Bryan Mantia – perkusja, instrumenty perkusyjne
- Buckethead – gitara prowadząca
- Richard Fortus – gitara rytmiczna, chórki

## Koncerty w 2003 (odwołane)
1. 3 stycznia 2003 – Inglewood, Stany Zjednoczone – Great Western Forum (odwołany)
2. 4 stycznia 2003 – Anaheim, Stany Zjednoczone – Arrowhead Pond (odwołany)

## 2004 No Rock In Rio (odwołane)
Jedyny koncert Guns N’ Roses w 2004 roku zaplanowany na 30 maja w Lizbonie w Portugalii został odwołany z powodu odejścia gitarzysty zespołu Bucketheada. O odwołaniu koncertu poinformował sam Axl Rose. 
1. 30 maja 2004 – Lizbona, Portugalia – Parque de Bela Vista (odwołany)

## Koncerty w 2006
Ameryka Północna – część 1
1. 12 maja 2006 – Nowy Jork, Stany Zjednoczone – Hammerstein Ballroom
2. 14 maja 2006 – Nowy Jork, Stany Zjednoczone – Hammerstein Ballroom
3. 15 maja 2006 – Nowy Jork, Stany Zjednoczone – Hammerstein Ballroom
4. 17 maja 2006 – Nowy Jork, Stany Zjednoczone – Hammerstein Ballroom
5. 18 maja 2006 – Nowy Jork, Stany Zjednoczone – Hammerstein Ballroom

Europa
1. 25 maja 2006 – Madryt, Hiszpania – Parque Juan Carlos
2. 27 maja 2006 – Lizbona, Portugalia – Parque de Bela Vista (festiwal)
3. 31 maja 2006 – Budapeszt, Węgry – Budapest Sports Arena
4. 2 czerwca 2006 – Nürburg, Niemcy – Nürburgring (festiwal)
5. 4 czerwca 2006 – Mediolan, Włochy – Idroscalo (festiwal)
6. 7 czerwca 2006 – Londyn, Wielka Brytania – Hammersmith Apollo
7. 9 czerwca 2006 – Dublin, Irlandia – RDS Arena
8. 11 czerwca 2006 – Castle Donington, Wielka Brytania – Donington Park
9. 13 czerwca 2006 – Praga, Czechy – Sazka Arena
10. 15 czerwca 2006 – Warszawa – Stadion Legii
11. 17 czerwca 2006 – Burgenland, Austria – Pannonia Fields II (festiwal)
12. 20 czerwca 2006 – Paryż, Francja – Bercy
13. 24 czerwca 2006 – Dessel, Belgia – Graspop Metal Meeting (festiwal)
14. 26 czerwca 2006 – Sztokholm, Szwecja – Globen (wyprzedany)
15. 28 czerwca 2006 – Oslo, Norwegia – Spektrum (wyprzedany)
16. 29 czerwca 2006 – Roskilde, Dania – Animal Showgrounds (festiwal)
17. 1 lipca 2006 – Zurych, Szwajcaria – Hallenstadion
18. 2 lipca 2006 – Nijmegen, Holandia – Goffertpark
19. 5 lipca 2006 – Helsinki, Finlandia – Hartwall Arena (wyprzedany)
20. 6 lipca 2006 – Helsinki, Finlandia – Hartwall Arena (wyprzedany)
21. 8 lipca 2006 – Oslo, Norwegia – Spektrum
22. 10 lipca 2006 – Ateny, Grecja – Terra Vibe Park (festiwal)
23. 12 lipca 2006 – Stambuł, Turcja – Kurucseme Arena
24. 14 lipca 2006 – Bilbao, Hiszpania – Kobetamendi (festiwal)
25. 15 lipca 2006 – El Ejido, Hiszpania – Playa de Guardias Vejas (festiwal)
26. 18 lipca 2006 – Sheffield, Wielka Brytania – Hallam FM Arena
27. 19 lipca 2006 – Newcastle, Wielka Brytania – Metro Radio Arena (zakończony wcześniej)
28. 21 lipca 2006 – Glasgow, Wielka Brytania – SECC (wyprzedany)
29. 23 lipca 2006 – Manchester, Wielka Brytania – MEN Arena
30. 25 lipca 2006 – Birmingham, Wielka Brytania – NEC
31. 27 lipca 2006 – Nottingham, Wielka Brytania – Nottingham Arena
32. 29 lipca 2006 – Londyn, Wielka Brytania – Wembley Arena (wyprzedany)
33. 30 lipca 2006 – Londyn, Wielka Brytania – Cuckoo Club (akustyczny koncert)
34. 30 lipca 2006 – Londyn, Wielka Brytania – Wembley Arena (wyprzedany)

Odwołane koncerty:
1. 10 lipca 2006 – Norymberga, Niemcy – Frankenstadion (odwołany)
2. 12 lipca 2006 – Lipsk, Niemcy – Zentralstadion (odwołany)

Ameryka Północna – część 2
1. 16 września 2006 – Las Vegas, Stany Zjednoczone – The Joint
2. 17 września 2006 – Las Vegas, Stany Zjednoczone – The Joint
3. 20 września 2006 – San Francisco, Stany Zjednoczone – Warfield Theatre (wyprzedany)

1. 21 września 2006 – San Francisco, Stany Zjednoczone – Warfield Theatre (wyprzedany)
2. 23 września 2006 – San Bernardino, Stany Zjednoczone – Hyundai Pavillion (wyprzedany)

Ameryka Północna – część 3
1. 24 października 2006 – Sunrise, Floryda – BankAtlantic Center (wyprzedany)
2. 25 października 2006 – Tampa, Floryda – St. Pete Times Forum (wyprzedany)
3. 27 października 2006 – Estero, Floryda – Germain Arena
4. 29 października 2006 – San Juan, Puerto Rico – Coliseo de Puerto Rico
5. 31 października 2006 – Jacksonville, Floryda – Veterans Memorial Arena
6. 2 listopada 2006 – Greensboro, Karolina Północna – Greensboro Coliseum
7. 3 listopada 2006 – Huntington, Wirginia Zachodnia – Huntington Civic Center
8. 5 listopada 2006 – East Rutherford, New Jersey – Continental Airlines Arena
9. 6 listopada 2006 – Portland, Maine – Cumberland Civic Center (odwołany)
10. 8 listopada 2006 – Worcester, Massachusetts – DCU Center
11. 10 listopada 2006 – Nowy Jork – Madison Square Garden (wyprzedany)
12. 13 listopada 2006 – Baltimore, Maryland–1st Mariner Arena
13. 15 listopada 2006 – Toronto, Ontario, Kanada – Air Canada Centre (wyprzedany)
14. 17 listopada 2006 – Ottawa, Ontario, Kanada – Scotiabank Place (wyprzedany)
15. 18 listopada 2006 – Quebec, Quebec, Kanada – Colisée Pepsi
16. 20 listopada 2006 – Halifax, Nowa Szkocja, Kanada – Halifax Metro Centre
17. 21 listopada 2006 – Saint John, Nowy Brunszwik, Kanada – Harbour Station (wyprzedany)
18. 24 listopada 2006 – Cleveland, Ohio – Quicken Loans Arena
19. 25 listopada 2006 – Auburn Hills, Michigan – The Palace of Auburn Hills
20. 27 listopada 2006 – Chicago, Illinois – Allstate Arena
21. 29 listopada 2006 – Milwaukee, Wisconsin – Bradley Center (odwołany)
22. 1 grudnia 2006 – Ames, Iowa – Hilton Coliseum
23. 2 grudnia 2006 – Minneapolis, Minnesota – Target Center
24. 4 grudnia 2006 – Winnipeg, Manitoba, Kanada – MTS Centre (wyprzedany)
25. 6 grudnia 2006 – Calgary, Alberta, Kanada – Pengrowth Saddledome (wyprzedany)
26. 7 grudnia 2006 – Edmonton, Alberta, Kanada – Rexall Place (wyprzedany)
27. 10 grudnia 2006 – Everett, Waszyngton – Everett Events Center
28. 11 grudnia 2006 – Portland, Oregon – Rose Garden Arena
29. 13 grudnia 2006 – Fresno, Kalifornia – Save Mart Center (odwołany)
30. 15 grudnia 2006 – Oakland, Kalifornia – Oracle Arena
31. 17 grudnia 2006 – Universal City, Kalifornia – Gibson Amphitheatre (wyprzedany)
32. 19 grudnia 2006 – Universal City, Kalifornia – Gibson Amphitheatre (wyprzedany)
33. 20 grudnia 2006 – Universal City, Kalifornia – Gibson Amphitheatre (wyprzedany)

Na koncercie w Oakland 15 grudnia na perkusji grał Lars Ulrich z Metalliki.
Muzycy:
- Axl Rose – wokal prowadzący, fortepian
- Dizzy Reed – keyboard, instrumenty perkusyjne
- Robin Finck – gitara prowadząca, chórki
- Tommy Stinson – gitara basowa, chórki
- Chris Pitman – keyboard, programowanie, chórki
- Richard Fortus – gitara rytmiczna, chórki
- Ron Thal – gitara prowadząca
- Frank Ferrer – perkusja, instrumenty perkusyjne
- Bryan Mantia – perkusja, instrumenty perkusyjne

## Koncerty w 2007
Odwołane koncerty w Ameryce Północnej:
1. 10 stycznia 2007 – Sacramento, Kalifornia, Stany Zjednoczone – ARCO Arena (odwołany)
2. 11 stycznia 2007 – Bakersfield, Kalifornia, Stany Zjednoczone – Rabobank Arena (odwołany)
3. 13 stycznia 2007 – Reno, Nevada, Stany Zjednoczone – Reno Events Center (odwołany)
4. 16 stycznia 2007 – San Diego, Kalifornia, Stany Zjednoczone – iPay One Center (odwołany)

Ameryka Północna
1. 8 lutego 2007 – Beverly Hills, Stany Zjednoczone – Rodeo Drive

Odwołane koncerty w Afryce Południowej:
1. 27 kwietnia 2007 – Johannesburg, New Market Racetrack (odwołany)
2. 1 maja 2007 – Kapsztad, Kenilworth Racetrack (odwołany)

Meksyk
1. 2 czerwca 2007 – Monterrey, Monterrey Arena (wyprzedany)
2. 3 czerwca 2007 – Guadalajara, Arena VFG (wyprzedany)
3. 5 czerwca 2007 – Meksyk, Palacio de los Deportes (wyprzedany)

Oceania
1. 10 czerwca 2007 – Perth, Australia – Burswood Dome (wyprzedany)
2. 13 czerwca 2007 – Adelaide, Australia – Entertainment Centre
3. 15 czerwca 2007 – Melbourne, Australia – Rod Laver Arena (wyprzedany)
4. 16 czerwca 2007 – Melbourne, Australia – Rod Laver Arena (wyprzedany)
5. 20 czerwca 2007 – Brisbane, Australia – Entertainment Centre
6. 21 czerwca 2007 – Brisbane, Australia – Entertainment Centre
7. 23 czerwca 2007 – Sydney, Australia – Acer Arena (wyprzedany)
8. 24 czerwca 2007 – Sydney, Australia – Acer Arena (wyprzedany)
9. 29 czerwca 2007 – Auckland, Nowa Zelandia – Vector Arena (wyprzedany)
10. 30 czerwca 2007 – Auckland, Nowa Zelandia – Vector Arena
11. 3 lipca 2007 – Christchurch, Nowa Zelandia – Westpac Arena (wyprzedany)

Japonia
1. 14 lipca 2007 – Chiba, Makuhari Messe (wyprzedany)
2. 15 lipca 2007 – Chiba, Makuhari Messe
3. 17 lipca 2007 – Nagoja, Nippon Gaishi Hall (wyprzedany)
4. 18 lipca 2007 – Tokio, Nippon Budokan (wyprzedany)
5. 21 lipca 2007 – Osaka, Intex Osaka (wyprzedany)

## Koncerty w 2009
1. 11 grudnia 2009 – Banqiao, Tajwan – Taipei County Stadium (pierwszy koncert po ukazaniu się albumu Chinese Democracy)
2. 13 grudnia 2009 – Seul, Korea Południowa – Olympic Arena
3. 16 grudnia 2009 – Osaka, Japonia – Osaka Dome
4. 19 grudnia 2009 – Tokio, Japonia – Tokyo Dome (najdłuższy koncert w historii Guns N’ Roses – 3 godziny i 37 minut)

Muzycy:
- Axl Rose – wokal prowadzący, fortepian
- Dizzy Reed – keyboard, instrumenty perkusyjne
- Chris Pitman – keyboard, chórki, programowanie
- Tommy Stinson – chórki, gitara basowa
- Ron Thal – gitara prowadząca
- DJ Ashba – gitara prowadząca
- Richard Fortus – chórki, gitara rytmiczna
- Frank Ferrer – perkusja, instrumenty perkusyjne

## Koncerty w 2010
Ameryka Północna – część 1
1. 13 stycznia 2010 – Winnipeg, Kanada – MTS Centre
2. 16 stycznia 2010 – Calgary, Kanada – Pengrowth Saddledome
3. 17 stycznia 2010 – Edmonton, Kanada – Rexall Place
4. 19 stycznia 2010 – Saskatoon, Kanada – Credit Union Centre
5. 20 stycznia 2010 – Regina, Kanada – Brandt Centre
6. 24 stycznia 2010 – Hamilton, Kanada – Copps Coliseum
7. 25 stycznia 2010 – London, Kanada – John Labatt Centre
8. 27 stycznia 2010 – Montreal, Kanada – Centre Bell
9. 28 stycznia 2010 – Toronto, Kanada – Air Canada Centre
10. 31 stycznia 2010 – Ottawa, Kanada – Scotiabank Place (wyprzedany)
11. 1 lutego 2010 – Quebec, Kanada – Colisée Pepsi
12. 3 lutego 2010 – Moncton, Kanada – Moncton Coliseum
13. 4 lutego 2010 – Halifax, Kanada – Metro Centre
14. 11 lutego 2010 – Nowy Jork, Stany Zjednoczone – John Varavtos Store (koncert akustyczny)
15. 14 lutego 2010 – Nowy Jork, Stany Zjednoczone – Rose Bar (koncert akustyczny)

Ameryka Południowa
1. 7 marca 2010 – Brasília, Brazylia – Ginásio Nilson Nelson (wyprzedany)
2. 10 marca 2010 – Belo Horizonte, Brazylia – Mineirinho
3. 13 marca 2010 – São Paulo, Brazylia – Estádio Palestra Itália (wyprzedany)
4. 16 marca 2010 – Porto Alegre, Brazylia – Estacionamento da Fiergs (wyprzedany)
5. 18 marca 2010 – Montevideo, Urugwaj – Estadio Centenario
6. 20 marca 2010 – Santiago, Chile – Movistar Arena
7. 22 marca 2010 – Buenos Aires, Argentyna – Estadio José Amalfitani (wyprzedany)
8. 25 marca 2010 – Lima, Peru – Estadio Monumental
9. 27 marca 2010 – Caracas, Wenezuela – Poliedro de Caracas
10. 30 marca 2010 – Bogota, Kolumbia – Parque Jaime Duque
11. 1 kwietnia 2010 – Quito, Ekwador – Estadio Olímpico Atahualpa
12. 4 kwietnia 2010 – Rio de Janeiro, Brazylia – Praça da Apoteose (pierwotnie planowany na 14 marca; przeniesiony z powodu ulewnego deszczu).

Ameryka Środkowa
1. 7 kwietnia 2010 – Panama, Panama – Figali Convention Center (wyprzedany)
2. 11 kwietnia 2010 – Salwador, San Salvador – Estadio Cuscatlán (frekwencja 60%)
3. 15 kwietnia 2010 – San Juan, Portoryko – Coliseo Roberto Clemente (frekwencja 75%)

Europa – część 1
1. 31 maja 2010 – Bergen, Norwegia – Vestlandshallen
2. 2 czerwca 2010 – Oslo, Norwegia – Oslo Spektrum
3. 5 czerwca 2010 – Helsinki, Finlandia – Käpylä Sportspark (festiwal)
4. 6 czerwca 2010 – Sankt Petersburg, Rosja – Pałac Zimowy
5. 8 czerwca 2010 – Moskwa, Rosja – Stadion Olimpijski
6. 12 czerwca 2010 – Sölvesborg, Szwecja – Norje Havsbad (festiwal)
7. 14 czerwca 2010 – Aalborg, Dania – Gigantium

Rock'N'Rev Festival
1. 13 sierpnia 2010 – Sturgis, Dakota Południowa, Stany Zjednoczone – Monkey Rock USA (festiwal)

Europa – część 2
1. 27 sierpnia 2010 – Reading, Wielka Brytania – Little John’s Farm (festiwal)
2. 29 sierpnia 2010 – Leeds, Wielka Brytania – Bramham Park (festiwal)
3. 31 sierpnia 2010 – Belfast, Wielka Brytania – Odyssey Arena (wyprzedany)
4. 1 września 2010 – Dublin, Irlandia – O2
5. 4 września 2010 – Rzym, Włochy – PalaLottomatica (wyprzedany)
6. 5 września 2010 – Mediolan, Włochy – Mediolanum Forum (wyprzedany)
7. 8 września 2010 – Zurych, Szwajcaria – Hallenstadion
8. 10 września 2010 – Amnéville, Francja – Galaxie
9. 13 września 2010 – Paryż, Francja – Palais Omnisports de Bercy
10. 14 września 2010 – Paryż, Francja – L’Arc Bar (akustyczny koncert)
11. 16 września 2010 – Genewa, Szwajcaria – Geneva Arena (wyprzedany)
12. 18 września 2010 – Wiedeń, Austria – Wiener Stadthalle (wyprzedany)
13. 21 września 2010 – Bukareszt, Rumunia – Romexpo (wyprzedany)
14. 23 września 2010 – Belgrad, Serbia – Belgrade Arena (wyprzedany)
15. 24 września 2010 – Zagrzeb, Chorwacja – Arena Zagreb
16. 27 września 2010 – Praga, Czechy – O2 (wyprzedany)
17. 30 września 2010 – Antwerpia, Belgia – Sportpaleis
18. 2 października 2010 – Lille, Francja – Le Zénith
19. 3 października 2010 – Arnhem, Holandia – GelreDome XS
20. 6 października 2010 – Lizbona, Portugalia – Pavilhão Atlântico
21. 9 października 2010 – Madryt, Hiszpania – Palacio Vistalegre (wyprzedany)
22. 10 października 2010 – San Sebastián, Hiszpania – Velódromo de Anoeta
23. 13 października 2010 – Londyn, Wielka Brytania – O2 Arena (wyprzedany)
24. 14 października 2010 – Londyn, Wielka Brytania – O2 Arena (pierwszy koncert z Duffem McKaganem od 1993 roku) (wyprzedany)
25. 17 października 2010 – Birmingham, Wielka Brytania – LG Arena
26. 18 października 2010 – Manchester, Wielka Brytania – M.E.N. Arena (wyprzedany)
27. 22 października 2010 – Saragossa, Hiszpania – Pabellón Príncipe Felice
28. 23 października 2010 – Barcelona, Hiszpania – Palau Municipal (wyprzedany)
29. 29 października 2010 – Moskwa, Rosja – Mosfilm Pavillion (prywatny festiwal)

Australia
1. 1 grudnia 2010 – Townsville, Reid Park
2. 4 grudnia 2010 – Sydney, ANZ Stadium
3. 7 grudnia 2010 – Adelaide, Entertainment Centre
4. 11 grudnia 2010 – Perth, Perth Motorplex

Yas Island Show
1. 16 grudnia 2010 – Abu Zabi, Zjednoczone Emiraty Arabskie – Yas Arena (wyprzedany)

Koncerty odwołane:
1. 9 kwietnia 2010 – San José, Kostaryka – Estadio Ricardo Saprissa (przeniesiony)
2. 13 kwietnia 2010 – San José, Kostaryka – Estadio Morera Soto (przeniesiony)
3. 13 kwietnia 2010 – San José, Kostaryka – Autódromo La Guácima (odwołany)
4. 13 kwietnia 2010 – Gwatemala, Gwatemala – Estadio del Ejército (odwołany)

## Koncerty w 2011
Koncerty w 2011 nie zostały potwierdzone jako część trasy Chinese Democracy Tour.
Ameryka Południowa
1. 2 października 2011 – Rio de Janeiro, Brazylia – Cidade do Rock (festiwal)
2. 5 października 2011 – Santiago, Chile – Movistar Arena
3. 8 października 2011 – La Plata, Argentyna – Estadio Ciudad de La Plata
4. 10 października 2011 – Rosario, Argentyna – Salón Metropolitano (wyprzedany)
5. 12 października 2011 – Córdoba, Argentyna – Orfeo Superdomo
6. 15 października 2011 – Asunción, Paragwaj – Hipódromo de Asunción
7. 18 października 2011 – Meksyk, Meksyk – Palacio de los Deportes (wyprzedany)
8. 19 października 2011 – Meksyk, Meksyk – Palacio de los Deportes
9. 22 października 2011 – Guadalajara, Meksyk – Arena VFG
10. 23 października 2011 – Monterrey, Meksyk – Monterrey Arena

Na 12 października pierwotnie był planowany koncert w La Paz w Boliwii. Ten koncert został odwołany, zastąpił go koncert w Córdobie w Argentynie.
Ameryka Północna
1. 28 października 2011 – Orlando, Floryda – Amway Center
2. 29 października 2011 – Miami, Floryda – American Airlines Center
3. 31 października 2011 – Greenville, Karolina Północna – BI-LO Center
4. 2 listopada 2011 – Atlanta, Georgia – Philips Arena
5. 4 listopada 2011 – Houston, Teksas – Toyota Center
6. 5 listopada 2011 – Dallas, Teksas – Gexa Energy Pavilion
7. 8 listopada 2011 – Omaha, Nebraska – Qwest Center Omaha
8. 9 listopada 2011 – Norman, Oklahoma – Lloyd Noble Center
9. 12 listopada 2011 – Kansas City, Missouri – Sprint Center
10. 13 listopada 2011 – Minneapolis, Minnesota – Target Center
11. 15 listopada 2011 – Rosemont, Illinois – Allstate Arena
12. 17 listopada 2011 – East Rutherford, New Jersey – Izod Center
13. 19 listopada 2011 – Hartford, Connecticut – The Comcast Centre
14. 20 listopada 2011 – Wilkes-Barre, Pensylwania – Mohegan Sun Arena
15. 25 listopada 2011 – Worcester, Massachusetts – DCU Center
16. 26 listopada 2011 – Camden, New Jersey – Susquehanna Bank Center
17. 28 listopada 2011 – Hamilton, Kanada – Copps Coliseum
18. 1 grudnia 2011 – Auburn Hills, Michigan – The Palace of Auburn Hills
19. 2 grudnia 2011 – Cincinnati, Ohio – US Bank Arena
20. 4 grudnia 2011 – Nashville, Tennessee – Bridgestone Arena
21. 7 grudnia 2011 – Youngstown, Ohio – Covelli Centre
22. 8 grudnia 2011 – Indianapolis, Indiana – Consesco Fieldhouse
23. 11 grudnia 2011 – Broomfield, Kolorado–1st Bank Center
24. 13 grudnia 2011 – West Valley City, Utah – Maverik Center
25. 16 grudnia 2011 – Seattle, Waszyngton – KeyArena
26. 17 grudnia 2011 – Vancouver, Kanada – Pacific Coliseum
27. 21 grudnia 2011 – Inglewood, Kalifornia – Kia Forum
28. 27 grudnia 2011 – Phoenix, Arizona – The Comerica Theatre
29. 30 grudnia 2011 – Paradise, Nevada – The Joint
30. 31 grudnia 2011 – Paradise, Nevada – The Joint (wyprzedany)

Podczas koncertów w Nashville (4 grudnia) i Indianapolis (8 grudnia) w utworze „Whole Lotta Rosie” (AC/DC) na perkusji grał Zakk Wylde.
 Koncerty odwołane:
1. 23 listopada 2011 – Albany, Nowy Jork – Times Union Center
2. 5 grudnia 2011 – Southaven, Mississippi – De Soto Civic Center

## Artyści supportujący Guns N’ Roses
- 2001(Brazylia): Pato Fú, Carlinhos Brown, IRA!e Ultraje a Rigor, Papa Roach i Oasis
- 2002(Europa): Weezer
- 2002(Ameryka Północna): CKY i Mix Master Mike
- 2006 (Europa): Living Things, Sex Action, Funeral For A Friend, To My Surprise, Oddział Zamknięty, Shakra, Amulet, 4Lyn, Sebastian Bach, Papa Roach, Bullet For My Valentine, Melrose, Shakerleg, Avanged Sevenfold, Alice in Chains i Towers of London
- 2006 (Ameryka Północna): Phantom Planet, Hoobastank, Sebastian Bach, Papa Roach, The Suicide Girls, Die Mannequin, Novadriver, Modern Day Zero i Helmet
- 2007 (Meksyk): The Volture i Maligno
- 2007 (Japonia): Mucc
- 2009 (Tajwan): Matzka
- 2009 (Korea): GUMX
- 2009 (Japonia): Mucc
- 2010 (Kanada): Sebastian Bach i Danko Jones
- 2010 (Ameryka Południowa i Środkowa): Sebastian Bach, Puya, Vivora, Angelus, Armand DJ, Océano, Los 33, Black Drawing Chalks, Rockvox, Viuda Negra, León Bruno, Electrocirkus, Pixel, Gaia, Space Bee, Massacre, La Mancha de Rolando, Killterry, Vendetta, Rey Toro, Rosa Tattooada, Rock Rocket, Forgotten Boys i Khalice
- 2010 (Europa): Danko Jones, Murderdolls, Sebastian Bach, Imperial State Electric i Night Shift
- 2010 (Australia): Korn, Spiderbait, Shihad i The Delta Riggs
- 2010 (Zjednoczone Emiraty Arabskie): Juliana Down
- 2011 (Rock In Rio): System of a Down, Evanescence, Pitty i Detonautas
- 2011 (Ameryka Południowa): Dion, Utopians, La Mancha de Rolando, El bordo, Poc, The Volture i Agora
- 2011 (Ameryka Północna): Buckcherry, Reverend Horton Heat, The Sword, Hinder, Kellen Heller, Sebastian Bach, Black Label Society, The Pretty Reckless, Loaded, Asking Alexandria, Adelitas Way, Steel Panther i The Crystal Method